# アレナCSKA

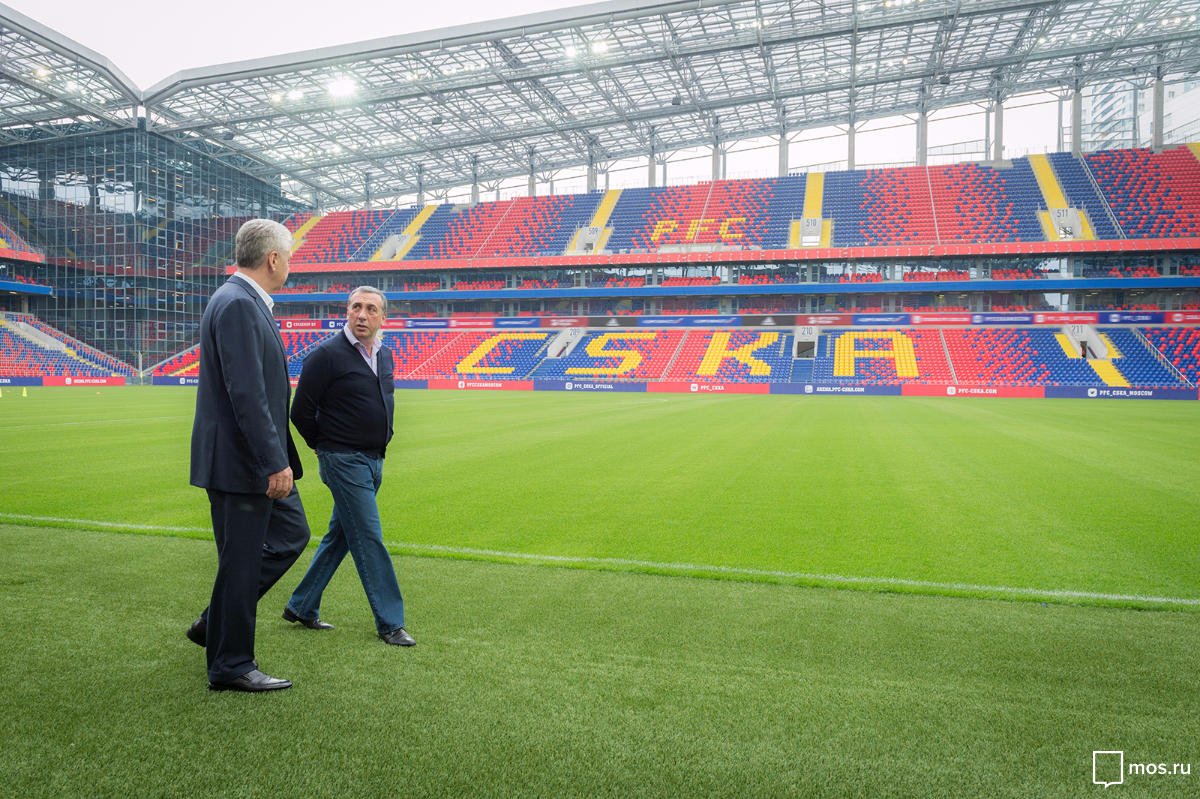
スタジアムを視察するソビャーニン・モスクワ市長（左）とPFC CSKAモスクワのギネル会長（2016年8月20日）

アレナCSKA（ロシア語: Арена ЦСКА）は、ロシアのモスクワにあるサッカースタジアムである。グリゴリー・フェドートフの名を冠したPFC CSKAモスクワの旧スタジアムの跡地に新しく建設され、2016年に開場した。PFC CSKAモスクワがホームスタジアムとして使用する。
2017年2月にVEB(en)が命名権を取得し、VEBアレナと呼ばれる。

## 概要
2006年9月に旧スタジアムの解体工事が開始された。2007年5月にモスクワ市長ユーリ・ルシコフが参加して定礎式が行われ、同年12月にスタジアムの建設が開始された。当初、スタジアムの完成予定は2009年とされていた。
2009年にロシア国防省との間で訴訟問題が起こり、建設は一時中断したが、1年後に和解した。
2012年4月、ロシア開発対外経済銀行（VEB）はスタジアム建設資金を融資することに合意した。同年3月にPFC CSKAモスクワが140億ルーブルの融資を求めたと報じられていた。
2013年4月、国防省の土地と隣接していたため、建設許可が下りていなかった土地に許可が下り、建設は再開された。
2015年12月、スタジアムでロシア・スーパーカップ2016が開催されることが発表された。しかし、建設が遅れていたため、2016年7月23日開催のスーパーカップの試合会場はロコモティフ・スタジアムに変更された。
2016年8月17日に許可を得て、スタジアムの運用が開始された。スタジアムはスポーツスクール、オフィス、ホテル、商業施設などを備えた複合施設である。スタジアム南西にはUEFAカップ 2004-05でPFC CSKAモスクワが獲得した優勝トロフィーの形に似た142メートルのタワーがあり、スタジアムの敷地内には初のクラブミュージアムがオープンした。グラウンドは天然芝と人工芝のハイブリッド芝で、30%が人工芝である。
2016年9月4日にスタジアムで最初の試合となるトルペド・モスクワとの親善試合が行われたが、この試合は無観客試合だった。9月10日に行われたプレミアリーグ第6節のFCテレク・グロズヌイ戦で開場し、ラシナ・トラオレの2得点などでCSKAが3-0で勝利した。9月27日には初の欧州カップ戦となるUEFAチャンピオンズリーグ 2016-17のトッテナム・ホットスパー戦が行われた。
2017年2月28日、VEBとPFC CSKAモスクワはパートナーシップ関係の発展に合意し、スタジアムの名称はVEBアレナとなった。VEBはプロジェクトの総費用3億5000万ドルのうち、2億4100万ドルを融資していた。改名後、最初の試合は同年3月4日に行われたプレミアリーグのゼニト・サンクトペテルブルク戦だった。
2017年6月9日、スタジアムで初の代表戦となるロシア代表とチリ代表の親善試合が行われた。
スタジアムではサッカーの試合以外にも様々なイベントが開催される。2017年7月5日に初のスポーツ以外の文化イベントとして、システム・オブ・ア・ダウン、スリー・デイズ・グレイスなどが参加したPark Live Festival 2017が開催された。

## 交通
以下の地下鉄駅から徒歩圏内。2017年にはスポーツクラブCSKAの名を冠したCSKA駅が開業予定。
- ザモスクヴォレーツカヤ線・ソコル駅、アエロポルト駅
- タガーンスコ＝クラスノプレースネンスカヤ線・ポレジャエフスカヤ駅
- モスクワ中央環状線・ゾルゲ駅